# Радованска река
Радованска река је најзначајнија притока Црног Тимока. Налази се на територији општине Бољевац у Србији. У Црни Тимок улива се код села Јабланица.

## Карактеристике
Настаје на 642 метра надморске висине, спајањем Богдановог и Предановог потока, као и потока Жида, у подножју Јужног Кучаја и Великог Малиника. 
Након 18 km тока и природног пада од 380 метара, улива се у Црни Тимок код села Јабланица.
Кривудавог је тока. Планинском реком смењују се брзаци и вирови непредвидиве дубине. 

## Квалитет
Вода реке изузетног је квалитета и богата је кисеоником. 
Има више изворишта. У самом селу Илино налази се Илинско врело – јак извор хладне пијаће воде која извире из стене. 
Вода је каналима и цевима разведена по целом селу које има све одлике етно насеља сачуване архитектуре. 
Река је наткривена је густим крошњама приобалног дрвећа.

## Живи свет
Радованска река има веома богат биолошки потенцијал. 
У фауни дна, најзаступљеније су ларве тулараша, једнодневки родова углавном везаних за камену подлогу, гамаридних рачића као и неколико врста камењарки. Представља природно плодиште пастрмке за горњи део Црног Тимока.
Научна истраживања показала су да је биолошка репродукција поточне пастрмке у Радованској реци изузетно велика.

## Туризам
Водени потенцијали представљају важан туристички ресурс Општине Бољевац. 
Најзаначајнији водоток је Црни Тимок (Црна Река), са притокама Радованске реке, Мировштице и Арнауте. 
Општина је богата и многобројним врелима: врело Црног Тимока у Кривом Виру - Пећура, врело Лозица и Бук, Луковско врело, врело Радованске реке, врело Грозничевац и врело Мировштица.
Радованска река идеално је место за пецање. У реци се лове трофејни примерци пастрмке. На реци су изграђени рибњаци и старе воденице. 
У близини Радованске река, налази се и манастир Крепичевац. Изнад манастира, са брда Манастирског врха, пружа се леп поглед на котлину којом тече Радованска река.